# Kniphofia thomsonii
Kniphofia thomsonii is een bloeiende plant uit de affodilfamilie. De plant kan een hoogte bereiken van 90 centimeter. De bladeren zijn blauwgroen, de bloemen oranje. 

## Verspreiding
Kniphofia thomsonii komt voor in Ethiopië, Kenia en het noorden van Tanzania. Het is de enige soort uit het geslacht Kniphofia dat groeit in de Afromontane zones. Op de Kilimanjaro is de plant aangetroffen op een hoogte van 4000 meter. 